# Svatá Tekla
Svatá Tekla (řecky Θέxλα, latin. a angl. Thecla) nebo také Tekla z Ikonia byla raně křesťanská světice, panna a prvomučednice, učednice svatého Pavla. Žila v prvním století. Nový zákon její jméno nezmiňuje, uvádí je apokryfní kniha Skutků Pavla a Tekly, datovaná do začátku 2. století (nebo do let 160–180).

## Život

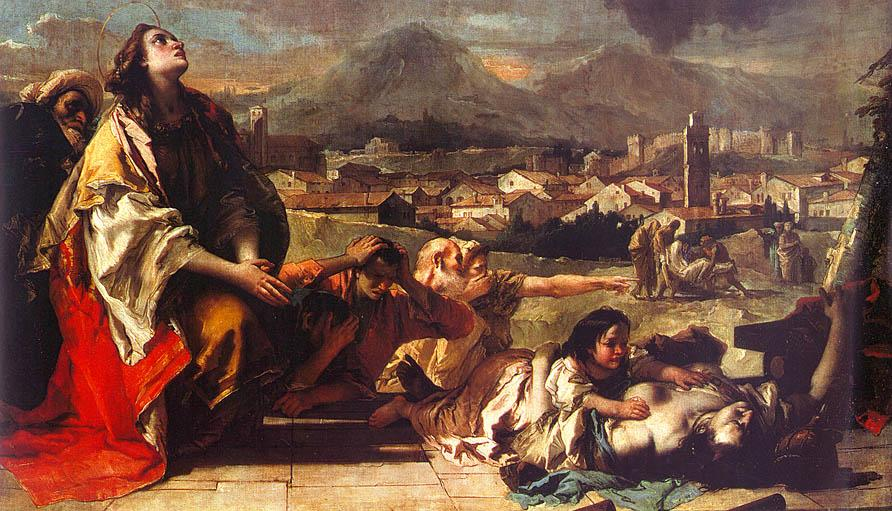
Svatá Tekla (Giovanni Battista Tiepolo, 1759)

Podle apokryfní knihy Skutků Pavla a Tekly pocházela Tekla z bohaté rodiny z dnes tureckého města Ikonia (tj. dnes Konya). Byvši již zasnoubená, zúčastnila se v roce 48 kázání svatého Pavla, který tou dobou v Ikoniu pobýval se sv. Barnabášem. Ve svých 18 letech se rozhodla stát křesťankou a řídit se Pavlovým požadavkem, že člověk musí ctít jen jednoho Boha a žít v čistotě. Její snoubenec dal Pavla uvěznit. Tekla však Pavlovi pomohla uprchnout a následovala ho na jeho cestách. Po nějakém čase se od Pavla odpojila a hlásala křesťanství v Seleukii na Tigridu. Tam byla zadržena, nějakou dobu vězněna a mučena.
Za své činy měla být potrestána smrtí. Nejprve zázrakem vyvázla před smrtí upálením na hranici, když oheň uhasila náhlá bouře. Podruhé ji před usmrcením divokými zvířaty hladová lvice nejen ušetřila, ale ubránila ji před medvědicí. Jako třetí proslulý zázrak se po její modlitbě před ní rozestoupila skála při útěku před skupinou najatých mladíků, kteří ji měli zneuctít (znásilnit), a před jejich zraky se za Teklou opět zavřela, aby jim unikla. Poslední část svého života žila jako asketická poustevnice v jeskyni, provázel ji věhlas schopnosti zázračného uzdravování. V době pronásledování křesťanů za ní byli posláni římští vojáci, aby ji zneuctili. Tekla v modlitbě prosila o zachování čistoty. Legenda vypráví, že vzápětí se na ni její jeskyně sesula a pohřbila ji.

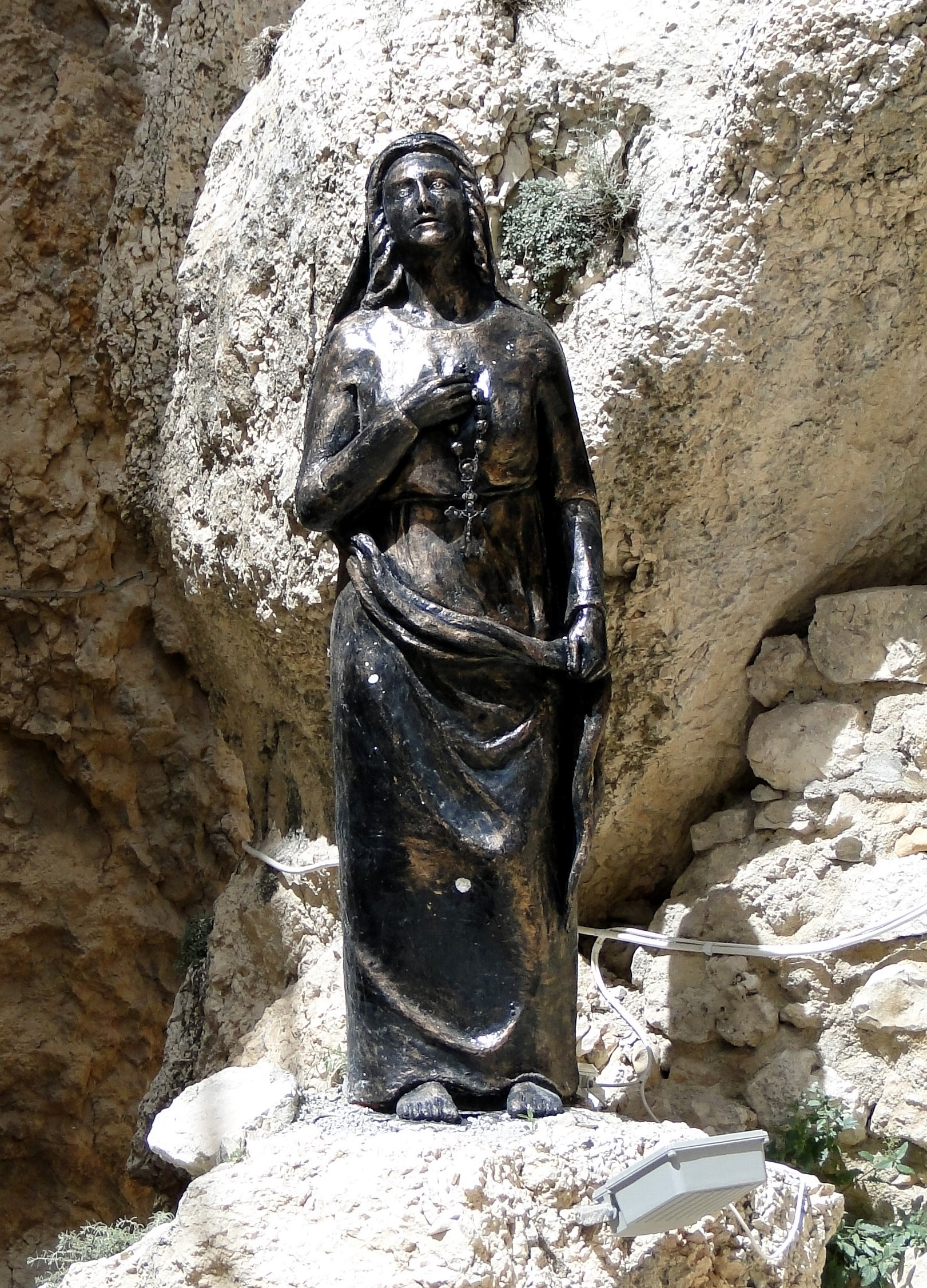
Socha svaté Tekly v syrské Ma'loule

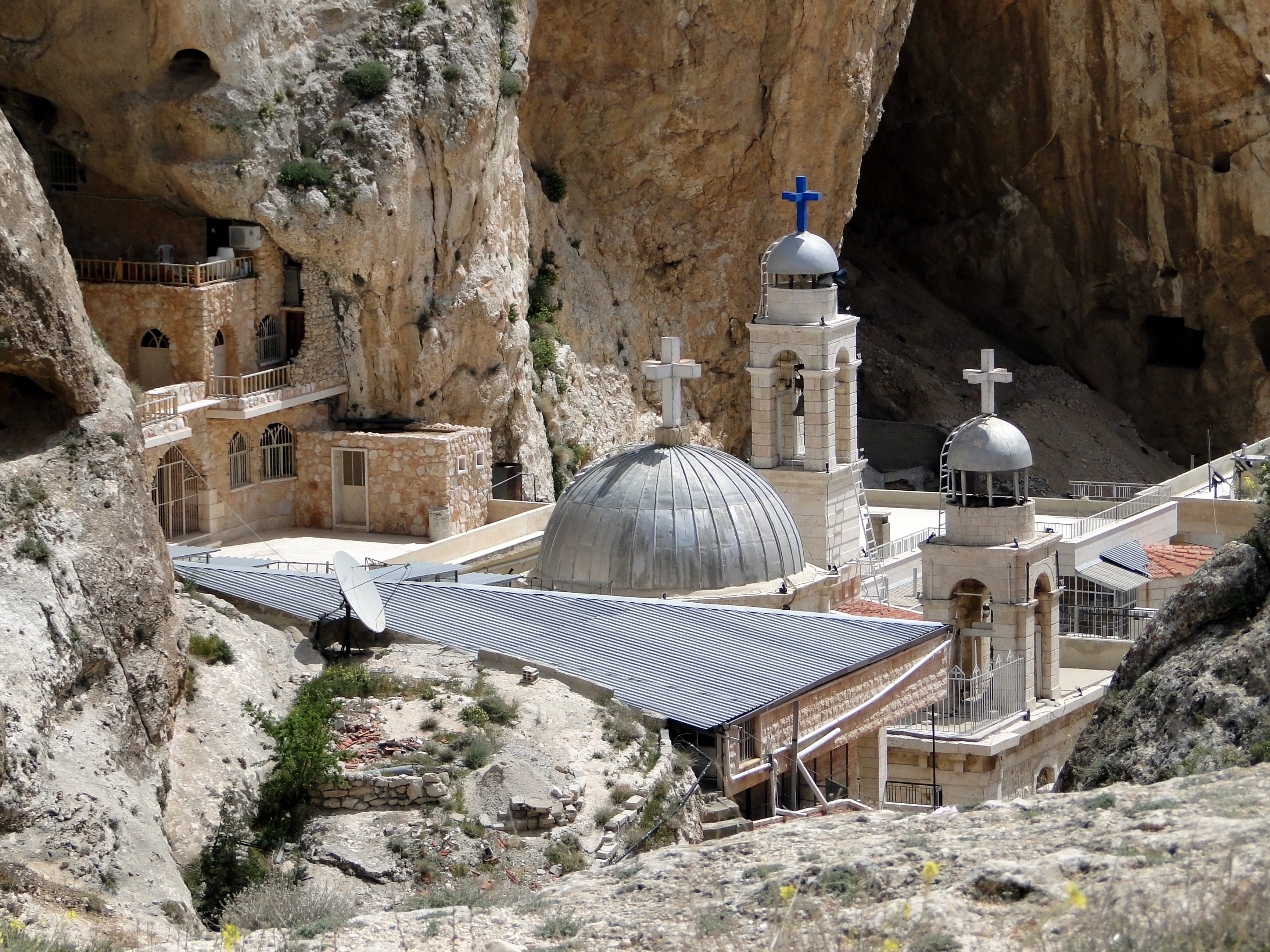
Klášter svaté Tekly v syrské Ma'loule

V místě její smrti, v městě Ma'loule byl vybudován klášter Deir Mar Taqla–poutní místo. Podle knihy Skutků Pavla a Tekly se Teklin život uzavřel v požehnaném věku devadesáti let. Její paže (jediné, co se z těla zachovalo) je uchovávána v katedrále v Tarragoně.

## Úcta
Náboženskou úctu východních křesťanů dosvědčuje široké rozšíření Skutků Pavla a Tekly. Svatá Tekla je nazývána „apoštolkou a protomučednicí“ nebo je přímo považována za rovnou apoštolům. Je na ni hojně odkazováno jako na ženský vzor askeze. Její kult se rozšířil částečně v Seleukii (kde je prý pochována), Ikoniu a Nikomedii, v Egyptě v nyní pustém klášteře Deir el-Bagawat, v Evropě pak asi začátkem 4. století, zejména v západní Evropě. V římskokatolické církvi je uctívána dne 23. září. Pravoslavná církev si svatou Teklu připomíná 24. září.

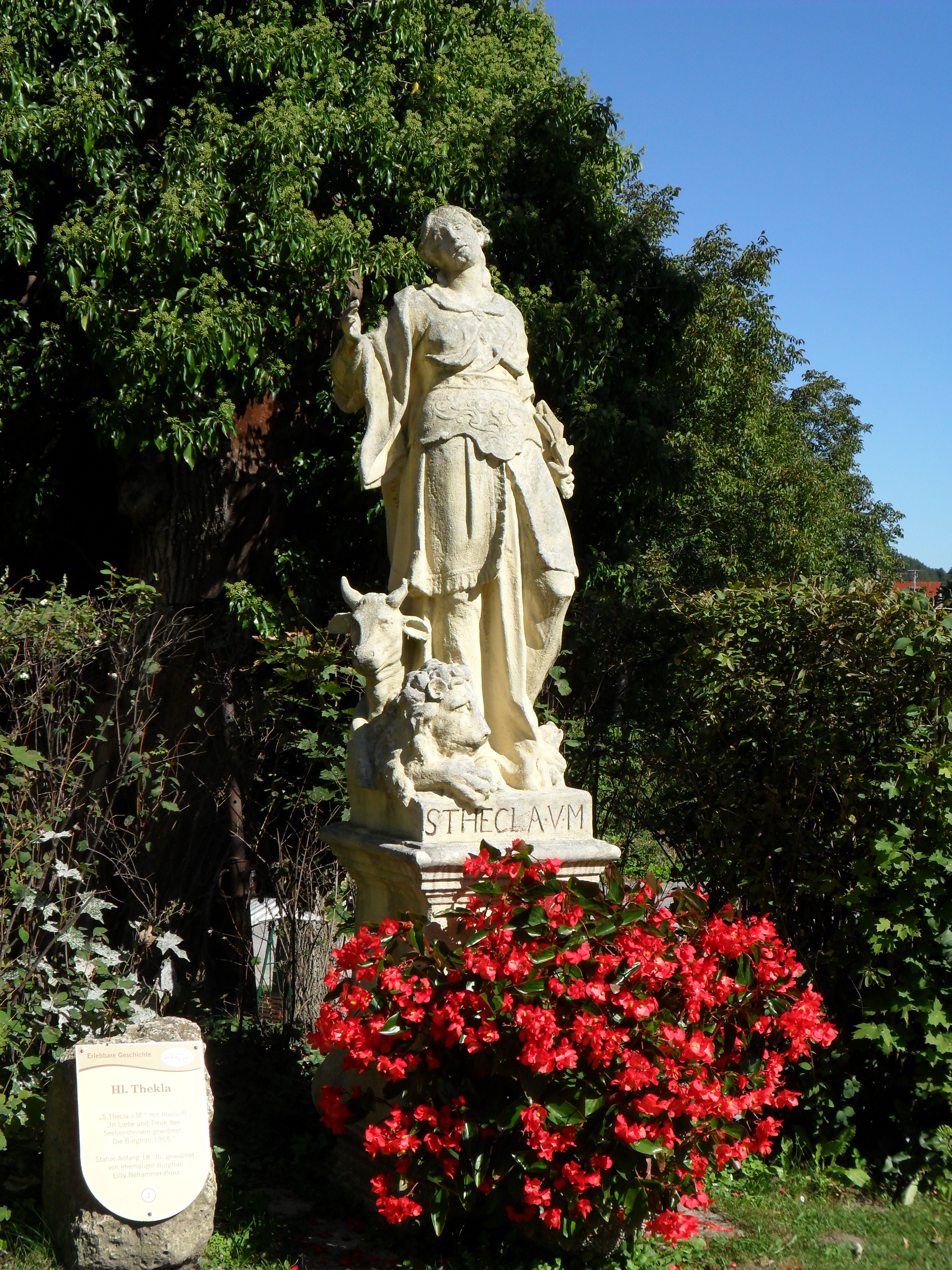
Barokní socha sv. Tekly v dolnorakouském Seebensteinu

V českých zemích se svatá Tekla nikdy nezařadila mezi nejoblíbenější světce, přesto zejména v barokní době dosáhl její kult jistého rozšíření: byl postaven kostel svaté Tekly v obci Vodka, několik kaplí (například kaple sv. Tekly v kostele Panny Marie Bolestné u alžbětinek v Praze nebo Kaple svaté Tekly v Babí), dále se v několika chrámech dochoval oltář sv. Tekly (například v Praze v kostele Panny Marie u kajetánů) a mnoho soch svaté Tekly, jak stojících volně v krajině, tak jako součást chrámové výzdoby.

## Tradice a interpretace
Podle některých vědců její příběh inspiroval mnoho pozdějších příběhů svatých žen, které se oblékaly jako muži, včetně svaté Anastázie Patricijky, svaté Matrony z Perge, svaté Eufrosyny Alexandrijské, svaté Apolinarie, svaté Eugenie Římské, svaté Mariny a svaté Theodory Alexandrijské. Tyto příběhy, napsané tři nebo čtyři století po Skutcích Pavla a Tekly, odkazují na její příběh prostřednictvím tematických souvislostí a v případě Života Eugenie výslovně.

## Uctívané jmenovkyně
- Svatá Tekla z Kitzingenu, původem z Anglie, misionářka a abatyše v Německu. Žila v 8. století. Je uctívána 27. a 28. září společně s jejím vzorem a představenou sv. Liobou.
- Svatá Tekla z Akvileje, mučednice, svátek 11. září, společně Eufémií, Dorotheou a Erasmou
- Blahoslavená Tekla Hashimotová, mučednice pronásledování křesťanů v 17. století v Japonsku. Spolu se svým manželem a dětmi byla přivázána ke kříži a se západem slunce upálena.
- Ctihodná Tekla Merlová, spoluzakladatelka kongregace Dcer sv. Pavla.

- Pokřtěná jménem Tekla byla matka polského a francouzského skladatele Frédérica (Fryderyka) Chopina, rozená Krzyżanowska.